# Football Club Internazionale Milano 1994-1995
Questa voce raccoglie le informazioni riguardanti il Football Club Internazionale Milano nelle competizioni ufficiali della stagione 1994-1995.

## Stagione
(Massimo Moratti commenta il suo insediamento alla presidenza dell'Inter.)
Con Ottavio Bianchi a sostituire Marini in panchina, nell'estate 1994 la formazione nerazzurra salutò le bandiere Zenga e Ferri: entrambi vennero ceduti alla Sampdoria, da cui giunse l'estremo difensore Pagliuca. A completare il mercato furono i nomi di Bia, Seno, Delvecchio e del promettente Orlandini, in aggiunta ai ritorni di Festa e Pančev. Presentatasi in Coppa UEFA da campione uscente, grazie a una wild card concessa dall'UEFA a fronte dell'altrimenti insufficiente piazzamento maturato nel campionato precedente, l'Inter fu eliminata al primo turno dai britannici dell'Aston Villa cedendo ai tiri di rigore.
Sul piano dirigenziale Ernesto Pellegrini condusse trattative per la cessione del club, individuando l'acquirente in Massimo Moratti: il figlio di Angelo, a capo della Beneamata dal 1955 al 1968, assunse l'incarico presidenziale nel febbraio 1995, a fronte di uno scenario agonistico che vedeva i nerazzurri all'undicesimo posto (al pari di Foggia e Napoli) con 18 lunghezze di ritardo dalla capolista Juventus. Il nuovo presidente operò un rimpasto generale della società richiamando, a suo dire come forma di rispetto, alcuni calciatori dell'epopea della Grande Inter: l'organigramma accolse infatti Mazzola, Facchetti, Suárez e Corso.
Dal punto di vista sportivo, all'avvicendamento societario corrispose una striscia di 8 risultati utili consecutivi con 20 punti conquistati: il filotto, culminato nel successo della stracittadina contro il Milan, s'arrestò in casa del Parma, coi meneghini nettamente sconfitti per 3-0. La posizione finale fu il sesto posto a −21 dalla vetta, con la qualificazione per la Coppa UEFA.

## Divise e sponsor
Lo sponsor tecnico per la stagione 1994-1995 fu Umbro, mentre lo sponsor ufficiale fu Fiorucci. Insolitamente, per la terza maglia, venne usato il colore rosso anche se solo in amichevole.
| Casa | Trasferta | Terza divisa |

## Organigramma societario
Area direttiva

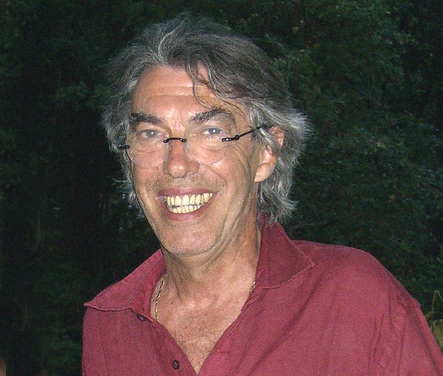
Il nuovo presidente Massimo Moratti, insediatosi a capo del club nel febbraio 1995.

- Presidente: Ernesto Pellegrini, poi Massimo Moratti (dal 18 febbraio 1995)
- Vice Presidente: Giuseppe Prisco
- Amministratore delegato: Natale Giordano Pellegrini e Roberto Tavecchio

Area comunicazione
- Addetto stampa: Thomas Villa
- Relazioni esterne: Sandro Sabatini

Area comunicazione
- Capo ufficio stampa: Valberto Miliani

Area tecnica
- Direttore sportivo: Marino Mariottini
- Allenatore: Ottavio Bianchi
- Allenatore in seconda: Domenico Casati
- Assistente allenatore: Giovanni Ardemagni
- Allenatore portieri: Luciano Castellini

Area sanitaria
- Medico sociale: dott. Arturo Guarino
- Massaggiatori: Marco Della Casa e Massimo Della Casa

## Rosa
Di seguito la rosa.
| N. |                   | Ruolo | Calciatore                  |
| -- | ----------------- | ----- | --------------------------- |
|    | Italia (bandiera) | P     | Marco Fortin                |
|    | Italia (bandiera) | P     | Luca Mondini                |
|    | Italia (bandiera) | P     | Gianluca Pagliuca           |
|    | Italia (bandiera) | D     | Giuseppe Bergomi (capitano) |
|    | Italia (bandiera) | D     | Giovanni Bia                |
|    | Italia (bandiera) | D     | Mirko Conte                 |
|    | Italia (bandiera) | D     | Gianluca Festa              |
|    | Italia (bandiera) | D     | Antonio Paganin             |
|    | Italia (bandiera) | D     | Massimo Paganin             |
|    | Italia (bandiera) | D     | Paolo Tramezzani            |
|    | Italia (bandiera) | C     | Marco Barollo               |
|    | Italia (bandiera) | C     | Nicola Berti                |
|    | Italia (bandiera) | C     | Alessandro Bianchi          |
|    | Italia (bandiera) | C     | Francesco Dell'Anno         |

| N. |                               | Ruolo | Calciatore          |
| -- | ----------------------------- | ----- | ------------------- |
|    | Italia (bandiera)             | C     | Davide Fontolan     |
|    | Paesi Bassi (bandiera)        | C     | Wim Jonk            |
|    | Italia (bandiera)             | C     | Antonio Manicone    |
|    | Italia (bandiera)             | C     | Pierluigi Orlandini |
|    | Italia (bandiera)             | C     | Angelo Orlando      |
|    | Russia (bandiera)             | C     | Igor' Šalimov       |
|    | Italia (bandiera)             | C     | Andrea Seno         |
|    | Italia (bandiera)             | C     | Andrea Zanchetta    |
|    | Paesi Bassi (bandiera)        | A     | Dennis Bergkamp     |
|    | Italia (bandiera)             | A     | Marco Delvecchio    |
|    | Italia (bandiera)             | A     | Marco Nichetti      |
|    | Macedonia del Nord (bandiera) | A     | Darko Pančev        |
|    | Uruguay (bandiera)            | A     | Rubén Sosa          |
|    | Italia (bandiera)             | A     | Marco Veronese      |

## Calciomercato

### Sessione estiva(dall'1/7 al 31/8)
| Acquisti | Acquisti            | Acquisti   | Acquisti                    |
| R.       | Nome                | da         | Modalità                    |
| -------- | ------------------- | ---------- | --------------------------- |
| P        | Gianluca Pagliuca   | Sampdoria  | definitivo (12 miliardi ₤)  |
| D        | Stefano Bettarini   | Lucchese   | riscatto                    |
| D        | Giovanni Bia        | Napoli     | definitivo                  |
| D        | Mirko Conte         | Venezia    | fine prestito               |
| D        | Gianluca Festa      | Roma       | fine prestito               |
| D        | Marco Grossi        | Maceratese | fine prestito               |
| D        | Stefano Ricci       | Casarano   | fine prestito               |
| D        | Stefano Rossini     | Udinese    | fine prestito               |
| D        | Mirko Taccola       | Lucchese   | fine prestito               |
| C        | Marco Barollo       | Lecce      | fine prestito               |
| C        | Pierluigi Orlandini | Atalanta   | definitivo (4,5 miliardi ₤) |
| C        | Andrea Seno         | Foggia     | definitivo (1,8 miliardi ₤) |
| A        | Marco Delvecchio    | Udinese    | fine prestito               |
| A        | Arturo Di Napoli    | Acireale   | fine prestito               |
| A        | Darko Pančev        | VfB Lipsia | fine prestito               |

| Cessioni | Cessioni          | Cessioni       | Cessioni          |
| R.       | Nome              | a              | Modalità          |
| -------- | ----------------- | -------------- | ----------------- |
| P        | Beniamino Abate   | Fidelis Andria | definitivo        |
| P        | Paolo Orlandoni   | Casarano       | compartecipazione |
| P        | Walter Zenga      | Sampdoria      | definitivo        |
| D        | Sergio Battistini | Brescia        | definitivo        |
| D        | Stefano Bettarini | Salernitana    | definitivo        |
| D        | Riccardo Ferri    | Sampdoria      | definitivo        |
| D        | Stefano Ricci     | Lecce          | prestito          |
| D        | Pasquale Rocco    | Pisa           | definitivo        |
| D        | Mirko Taccola     | Palermo        | prestito          |
| C        | Pierluigi Di Già  | Venezia        | definitivo        |
| C        | Fabio Di Sauro    | Gualdo         | prestito          |
| C        | Giuseppe Marino   | Modena         | definitivo        |
| A        | Oliver Bierhoff   | Ascoli         | definitivo        |
| A        | Dario Morello     | Reggiana       | definitivo        |
| A        | Arturo Di Napoli  | Gualdo         | prestito          |
| A        | Massimo Marazzina | Foggia         | prestito          |

### Sessione autunnale
| Acquisti | Acquisti | Acquisti | Acquisti |
| R.       | Nome     | da       | Modalità |
| -------- | -------- | -------- | -------- |

| Cessioni | Cessioni         | Cessioni | Cessioni |
| R.       | Nome             | a        | Modalità |
| -------- | ---------------- | -------- | -------- |
| D        | Paolo Tramezzani | Venezia  | prestito |
| C        | Igor' Šalimov    | Duisburg | prestito |
| C        | Antonio Manicone | Genoa    | prestito |
| C        | Marco Barollo    | Venezia  | prestito |

## Risultati

### Serie A

#### Girone di andata
| Arbitro: | Ceccarini (Livorno) |

|  |           |                       |
|  | Marcatori | 42’ Sosa 89’ Bergkamp |

| Arbitro: | Beschin (Legnago) |

|  |           |                  |
|  | Marcatori | 77’ (aut.) Festa |

| Brescia 18 settembre 1994 3ª giornata | Brescia         | 0 – 0 referto | Inter | Stadio Mario Rigamonti\| Arbitro: \| Nicchi (Arezzo) \| |
| Arbitro:                              | Nicchi (Arezzo) |               |       |                                                         |

| Arbitro: | Stafoggia (Pesaro) |

|                                |           |               |
| Pančev 2’ Sosa 27’ (rig.), 83’ | Marcatori | 11’ Batistuta |

| Torino 2 ottobre 1994 5ª giornata | Juventus        | 0 – 0 referto | Inter | Stadio delle Alpi\| Arbitro: \| Boggi (Salerno) \| |
| Arbitro:                          | Boggi (Salerno) |               |       |                                                    |

| Arbitro: | Cinciripini (Ascoli Piceno) |

|            |           |                           |
| Pančev 76’ | Marcatori | 2’ Guerrero 42’ Tovalieri |

| Foggia 23 ottobre 1994 7ª giornata | Foggia           | 0 – 0 referto | Inter | Stadio Pino Zaccheria\| Arbitro: \| Bazzoli (Teramo) \| |
| Arbitro:                           | Bazzoli (Teramo) |               |       |                                                         |

| Arbitro: | Rosica (Roma) |

|                |           |  |
| Delvecchio 89’ | Marcatori |  |

| Arbitro: | Collina (Viareggio) |

|                              |           |                |
| van 't Schip 14’ Ruotolo 65’ | Marcatori | 44’ Delvecchio |

| Arbitro: | Stafoggia (Pesaro) |

|             |           |             |
| Maldini 50’ | Marcatori | 4’ Fontolan |

| Arbitro: | Pairetto (Nichelino) |

|                 |           |            |
| Sosa 24’ (rig.) | Marcatori | 61’ Branca |

| Arbitro: | Braschi (Prato) |

|  |           |          |
|  | Marcatori | 77’ Sosa |

| Arbitro: | Trentalange (Torino) |

|  |           |                          |
|  | Marcatori | 29’ (aut.) Jonk 67’ Cruz |

| Arbitro: | Ceccarini (Livorno) |

|  |           |                       |
|  | Marcatori | 11’ Cravero 43’ Fuser |

| Arbitro: | Trentalange (Torino) |

|           |           |                |
| Muzzi 46’ | Marcatori | 5’ (rig.) Sosa |

| Arbitro: | Quartuccio (Torre Annunziata) |

|                        |           |  |
| Festa 57’ Fontolan 67’ | Marcatori |  |

| Arbitro: | Rodomonti (Teramo) |

|          |           |  |
| Rosa 86’ | Marcatori |  |

#### Girone di ritorno
| Arbitro: | Collina (Viareggio) |

|                               |           |             |
| Jonk 50’ Orlandini 90’ (rig.) | Marcatori | 79’ Silenzi |

| Arbitro: | Braschi (Prato) |

|                    |           |          |
| Balbo 4’, 30’, 71’ | Marcatori | 14’ Seno |

| Arbitro: | Amendolia (Messina) |

|          |           |  |
| Berti 3’ | Marcatori |  |

| Arbitro: | Rosica (Roma) |

|                             |           |                         |
| Rui Costa 43’ Batistuta 75’ | Marcatori | 34’ Berti 67’ Orlandini |

| Milano 5 marzo 1995 22ª giornata | Inter           | 0 – 0 referto | Juventus | Stadio Giuseppe Meazza\| Arbitro: \| Bettin (Padova) \| |
| Arbitro:                         | Bettin (Padova) |               |          |                                                         |

| Arbitro: | Cinciripini (Ascoli Piceno) |

|  |           |               |
|  | Marcatori | 62’ Dell'Anno |

| Arbitro: | Borriello (Mantova) |

|                                           |           |  |
| Bressan 31’ (aut.) Berti 45’ Bergkamp 73’ | Marcatori |  |

| Arbitro: | Pellegrino (Barcellona Pozzo di Gotto) |

|  |           |             |
|  | Marcatori | 69’ Bergomi |

| Arbitro: | Rodomonti (Teramo) |

|                         |           |  |
| Delvecchio 30’ Sosa 75’ | Marcatori |  |

| Arbitro: | Pairetto (Nichelino) |

|                                    |           |             |
| Seno 43’ Jonk 69’ Rossi 87’ (aut.) | Marcatori | 85’ Stroppa |

| Arbitro: | Nicchi (Arezzo) |

|                           |           |  |
| Sensini 54’, 82’ Zola 74’ | Marcatori |  |

| Milano 30 aprile 1995 29ª giornata | Inter           | 0 – 0 referto | Cremonese | Stadio Giuseppe Meazza\| Arbitro: \| Boggi (Salerno) \| |
| Arbitro:                           | Boggi (Salerno) |               |           |                                                         |

| Arbitro: | Trentalange (Torino) |

|          |           |                                      |
| Cruz 33’ | Marcatori | 11’ Orlandini 65’ Berti 84’ Bergkamp |

| Arbitro: | Treossi (Forlì) |

|                                                      |           |          |
| Signori 35’ (rig.) Negro 38’ Rambaudi 72’ Winter 90’ | Marcatori | 4’ Berti |

| Arbitro: | Braschi (Prato) |

|          |           |                                       |
| Sosa 17’ | Marcatori | 45’ Dely Valdés 56’ (aut.) M. Paganin |

| Arbitro: | Pairetto (Nichelino) |

|                             |           |                      |
| Vierchowod 25’ Bellucci 66’ | Marcatori | 5’ Festa 86’ Bianchi |

| Arbitro: | Collina (Viareggio) |

|                              |           |             |
| Orlandini 65’ Delvecchio 90’ | Marcatori | 20’ Maniero |

### Coppa Italia

#### Turni preliminari
| Arbitro: | Pellegrino (Barcellona Pozzo di Gotto) |

|  |           |                                      |
|  | Marcatori | 13’ (aut.) Sala 69’ Pančev 90’ Berti |

| Arbitro: | Pairetto (Nichelino) |

|  |           |                              |
|  | Marcatori | 38’ Pančev 58’ Sosa 79’ Seno |

| Arbitro: | Lana (Torino) |

|  |           |           |
|  | Marcatori | 42’ Lalas |

| Arbitro: | Collina (Viareggio) |

|             |           |                                  |
| Lentini 38’ | Marcatori | 56’ (rig.) Orlandini 64’ Bergomi |

| Arbitro: | Pairetto (Nichelino) |

|                        |           |              |
| Sosa 64’ Orlandini 78’ | Marcatori | 46’ Donadoni |

#### Fase finale
| Arbitro: | Rodomonti (Teramo) |

|                |           |  |
| Sosa 4’ (rig.) | Marcatori |  |

| Arbitro: | Collina (Viareggio) |

|                         |           |  |
| Bresciani 31’ Caini 94’ | Marcatori |  |

### Coppa UEFA
| Arbitro: | Mikkelsen |

|                     |           |  |
| Bergkamp 76’ (rig.) | Marcatori |  |

| Arbitro: | Quiniou |

|                                           |                      |                                 |
| Houghton 42’                              | Marcatori            |                                 |
| Parker Staunton Townsend Whittingham King | Tiri di rigore 4 – 3 | Bia Bergkamp Seno Fontolan Sosa |

## Statistiche

### Statistiche di squadra
Statistiche aggiornate al 4 giugno 1995.
| Competizione | Punti | In casa | In casa | In casa | In casa | In trasferta | In trasferta | In trasferta | In trasferta | Totale | Totale | Totale | Totale | Gf | Gs | DR |
| Competizione | Punti | G       | V       | N       | P       | G            | V            | N            | P            | G      | V      | N      | P      | Gf | Gs | DR |
| ------------ | ----- | ------- | ------- | ------- | ------- | ------------ | ------------ | ------------ | ------------ | ------ | ------ | ------ | ------ | -- | -- | -- |
| Serie A      | 52    | 17      | 9       | 3       | 5       | 17           | 5            | 7            | 5            | 34     | 14     | 10     | 10     | 39 | 34 | 5  |
| Coppa Italia | -     | 3       | 2       | 0       | 1       | 3            | 2            | 0            | 1            | 6      | 4      | 0      | 2      | 8  | 5  | 3  |
| Coppa UEFA   | -     | 1       | 1       | 0       | 0       | 1            | 0            | 0            | 1            | 2      | 1      | 0      | 1      | 1  | 1  | 0  |
| Totale       | -     | 21      | 12      | 3       | 6       | 21           | 7            | 7            | 7            | 42     | 19     | 10     | 13     | 48 | 40 | 8  |

### Statistiche dei giocatori
Sono in corsivo i calciatori che hanno lasciato la società a stagione in corso.
| Giocatore     | Serie A  | Serie A | Serie A     | Serie A    | Coppa Italia | Coppa Italia | Coppa Italia | Coppa Italia | Coppa UEFA | Coppa UEFA | Coppa UEFA  | Coppa UEFA | Totale   | Totale | Totale      | Totale     |
| Giocatore     | Presenze | Reti    | Ammonizioni | Espulsioni | Presenze     | Reti         | Ammonizioni  | Espulsioni   | Presenze   | Reti       | Ammonizioni | Espulsioni | Presenze | Reti   | Ammonizioni | Espulsioni |
| ------------- | -------- | ------- | ----------- | ---------- | ------------ | ------------ | ------------ | ------------ | ---------- | ---------- | ----------- | ---------- | -------- | ------ | ----------- | ---------- |
| M. Barollo    | 1        | 0       | 0           | 0          | 0            | 0            | 0            | 0            | 0          | 0          | 0           | 0          | 1        | 0      | 0           | 0          |
| D. Bergkamp   | 21       | 3       | 0           | 1          | 1            | 0            | 0            | 0            | 2          | 1          | 0           | 0          | 24       | 4      | 0           | 1          |
| G. Bergomi    | 32       | 2       | 2           | 1          | 7            | 1            | 1            | 0            | 2          | 0          | 0           | 0          | 41       | 3      | 3           | 1          |
| N. Berti      | 30       | 5       | 0           | 0          | 7            | 1            | 1            | 0            | 2          | 0          | 0           | 0          | 39       | 6      | 1           | 0          |
| G. Bia        | 23       | 0       | 0           | 1          | 6            | 0            | 2            | 1            | 2          | 0          | 0           | 0          | 31       | 0      | 2           | 2          |
| A. Bianchi    | 16       | 1       | 0           | 0          | 3            | 0            | 0            | 0            | 1          | 0          | 0           | 0          | 20       | 1      | 0           | 0          |
| F. Cinetti    | 0        | 0       | 0           | 0          | 0            | 0            | 0            | 0            | 0          | 0          | 0           | 0          | 0        | 0      | 0           | 0          |
| M. Conte      | 20       | 0       | 0           | 0          | 7            | 0            | 0            | 0            | 2          | 0          | 0           | 0          | 29       | 0      | 0           | 0          |
| F. Dell'Anno  | 9        | 1       | 0           | 0          | 0            | 0            | 0            | 0            | 0          | 0          | 0           | 0          | 9        | 1      | 0           | 0          |
| M. Delvecchio | 29       | 4       | 1           | 0          | 4            | 0            | 0            | 0            | 1          | 0          | 0           | 0          | 34       | 4      | 1           | 0          |
| G. Festa      | 26       | 2       | 2           | 0          | 5            | 0            | 0            | 0            | 2          | 0          | 0           | 0          | 33       | 2      | 2           | 0          |
| D. Fontolan   | 18       | 2       | 1           | 0          | 3            | 0            | 1            | 0            | 1          | 0          | 0           | 0          | 22       | 2      | 2           | 0          |
| M. Fortin     | 0        | 0       | 0           | 0          | 0            | 0            | 0            | 0            | 0          | 0          | 0           | 0          | 0        | 0      | 0           | 0          |
| W. Jonk       | 29       | 2       | 0           | 0          | 2            | 0            | 0            | 0            | 1          | 0          | 0           | 0          | 32       | 2      | 0           | 0          |
| A. Manicone   | 1        | 0       | 0           | 0          | 1            | 0            | 0            | 0            | 0          | 0          | 0           | 0          | 2        | 0      | 0           | 0          |
| L. Mondini    | 0        | 0       | 0           | 0          | 0            | 0            | 0            | 0            | 0          | 0          | 0           | 0          | 0        | 0      | 0           | 0          |
| M. Nichetti   | 1        | 0       | 0           | 0          | 1            | 0            | 0            | 0            | 0          | 0          | 0           | 0          | 2        | 0      | 0           | 0          |
| P. Orlandini  | 23       | 4       | 0           | 1          | 5            | 2            | 2            | 0            | 0          | 0          | 0           | 0          | 28       | 6      | 2           | 1          |
| A. Orlando    | 30       | 0       | 1           | 0          | 6            | 0            | 3            | 0            | 1          | 0          | 0           | 0          | 37       | 0      | 4           | 0          |
| A. Paganin    | 9        | 0       | 0           | 0          | 1            | 0            | 0            | 0            | 0          | 0          | 0           | 0          | 10       | 0      | 0           | 0          |
| M. Paganin    | 28       | 0       | 3           | 0          | 4            | 0            | 2            | 1            | 2          | 0          | 0           | 0          | 34       | 0      | 5           | 1          |
| G. Pagliuca   | 34       | -34     | 1           | 0          | 7            | -5           | 0            | 0            | 2          | -1         | 0           | 0          | 43       | -40    | 1           | 0          |
| D. Pančev     | 7        | 2       | 0           | 0          | 5            | 2            | 0            | 0            | 1          | 0          | 0           | 0          | 13       | 4      | 0           | 0          |
| I. Šalimov    | 0        | 0       | 0           | 0          | 1            | 0            | 0            | 0            | 0          | 0          | 0           | 0          | 1        | 0      | 0           | 0          |
| A. Seno       | 24       | 2       | 4           | 0          | 6            | 1            | 2            | 0            | 2          | 0          | 0           | 0          | 32       | 3      | 6           | 0          |
| R. Sosa       | 20       | 8       | 2           | 1          | 5            | 3            | 0            | 0            | 2          | 0          | 0           | 0          | 27       | 11     | 2           | 1          |
| P. Tramezzani | 0        | 0       | 0           | 0          | 0            | 0            | 0            | 0            | 0          | 0          | 0           | 0          | 0        | 0      | 0           | 0          |
| M. Veronese   | 3        | 0       | 0           | 0          | 0            | 0            | 0            | 0            | 0          | 0          | 0           | 0          | 3        | 0      | 0           | 0          |
| A. Zanchetta  | 2        | 0       | 0           | 0          | 3            | 0            | 1            | 0            | 0          | 0          | 0           | 0          | 5        | 0      | 1           | 0          |